# Захаров Павло Васильович
Павло Васильович Захаров (рос. Павел Васильевич Захаров;«Паша Цируль»,. нар. 9 березня 1939, Москва, РРФСР, СРСР —†23 січня 1997 Москва) — відомий російський злодій у законі на прізвисько «Паша Цируль», один з головних наркобаронів Росії 1990-х років, власник злодійського «общака» протягом багатьох років.

## Життя до 1990-х років
Павло Захаров народився 9 березня 1939 року в Москві. Своє дитинство він провів в бараці, був «важким» підлітком, крав гроші у власних родичів. Після закінчення п'ятого класу кинув школу і став красти. У віці 19 років Захарова затримали і згодом засудили за кишенькову крадіжку. Але вже через рік він опинився на волі за амністією. Під час ув'язнення Захаров був так званим «отріцалою», відмовлявся співпрацювати з адміністрацією колонії. Незабаром він був «коронований» і став злодієм в законі на прізвисько «Паша Цируль». Таким чином, Павло Захаров був одним з наймолодших злодіїв у законі.
Через рік після звільнення Захарова знову заарештували за вчинення крадіжки. Цього разу суд засудив його до 3 років позбавлення волі. Саме до того періоду і відноситься поява пристрасті до наркотичних засобів у Паші Цируля. Вийшовши на свободу в кінці 1970-х років, Захаров створив своє злочинне угрупування, яке стало промишляти махінаціями з чеками «Внешпосилторга» і займатися шахрайством в магазинах «Берізка».
У 1982 році Павло Захаров був заарештований за крадіжку, зберігання зброї та наркотиків і згодом засуджений. Коли в розпал перебудови він вийшов на свободу, клан злодіїв в законі довірив йому зберігання так званого «общака». Паша Цируль брав безпосередню участь у становленні Коптевської, Солнцевської, Долгопрудненської, Пушкінсько-Івантеевської організованих злочинних угруповань.
Однак Пашу Цируля поважали далеко не всі злодії в законі. Серйозні конфлікти були у нього з В'ячеславом Іваньковим ( «Япончик») і зі злодієм старої формації «Васею Очко». З Іваньковим виник конфлікт у боротьбі за лідерство та бізнес в США, де Захаров мав пральні та ресторанний бізнес. З тих пір відносини між Іваньковим і Захаровим остаточно зіпсувалися. «Япончик» «замовив» Пашу через «розписного», сплативши мільйон доларів. У той же час Паша почав полювання на Іванькова. Його врятувало те, що він сів в машину сина, а його автомобіль був підірваний. Для «Васі Очко» все закінчилося набагато сумніше, Захаров з компанією зустрівся в готелі «Ялта» з Васею в кафе театру вар'єте, де в приміщенні для танцівниць завдали «Очко» численні вогнепальні і ножові поранення, від яких він помер. Злодійські клани не стали пред'являти претензій до Паші, оскільки все це були їхні давні «розборки»(вияснення стосунків). І на стороні Паші виступив «Корж», авторитетний злодій.

## 1990-ті роки
У 1990 році Захаров став займатися оптовим постачанням наркотиків з Колумбії. Але це був не єдиний напрямок його діяльності. Саме під його керівництвом Долгопрудненського ОЗУ захопила територію обох аеропортів «Шереметьєво». Він контролював навіть відоме казанське злочинне угруповання. Сам же Цируль значився постачальником в одній з фірм міста Волзька. Злодійський общак поповнювався надзвичайними сумами грошей — одна тільки Казань постачала до 70 мільйонів доларів.
Коли на початку 1990-х років почалися масовий відстріл злодіїв в законі, Захарову несподівано пощастило — його заарештували, засудили і врятували тим самим від вірної смерті.
Коли Паша Цируль вийшов з в'язниці, він почав сприяти фінансовим пірамідам у їх шахрайській діяльності.
Але в той же час Захаров почав порушувати злодійські закони, зокрема, заборона на розкіш. Він побудував собі особняк в Жостово вартістю два мільйони доларів, купив елітний котедж в Карлових Варах. В його особистому гаражі стояли 19 дорогих іномарок. Також Паша Цируль продовжував вживати наркотики.
15 грудня 1994 року злодій в законі Павло Захаров був заарештований в своєму особняку за організацію торгівлі наркотиками. На допитах він вів себе зухвало, ображав слідчого. Ходили чутки, що до арешту Паші Цируля причетний Япончик, але підтверджень цьому немає. Злодії в законі організували кампанію із захисту свого власника «общака»(спільної злодійської власності), намагалися підкупити слідство, тиснули на нього через депутатів, пресу і бізнесменів. Чи принесли б спроби звільнити Цируля успіх, невідомо, так як 23 січня 1997 року він помер в камері СІЗО «Лефортово». Його спільники згодом були засуджені.